# یواس‌اس پری (دی‌دی-۳۴۰)
یواس‌اس پری (دی‌دی-۳۴۰) (به انگلیسی: USS Perry (DD-340)) یک کشتی بود که طول آن ۹۵٫۸۳ متر (۳۱۴٫۴ فوت) بود. این کشتی در سال ۱۹۲۱ ساخته شد.